# キンケラ・マルティン

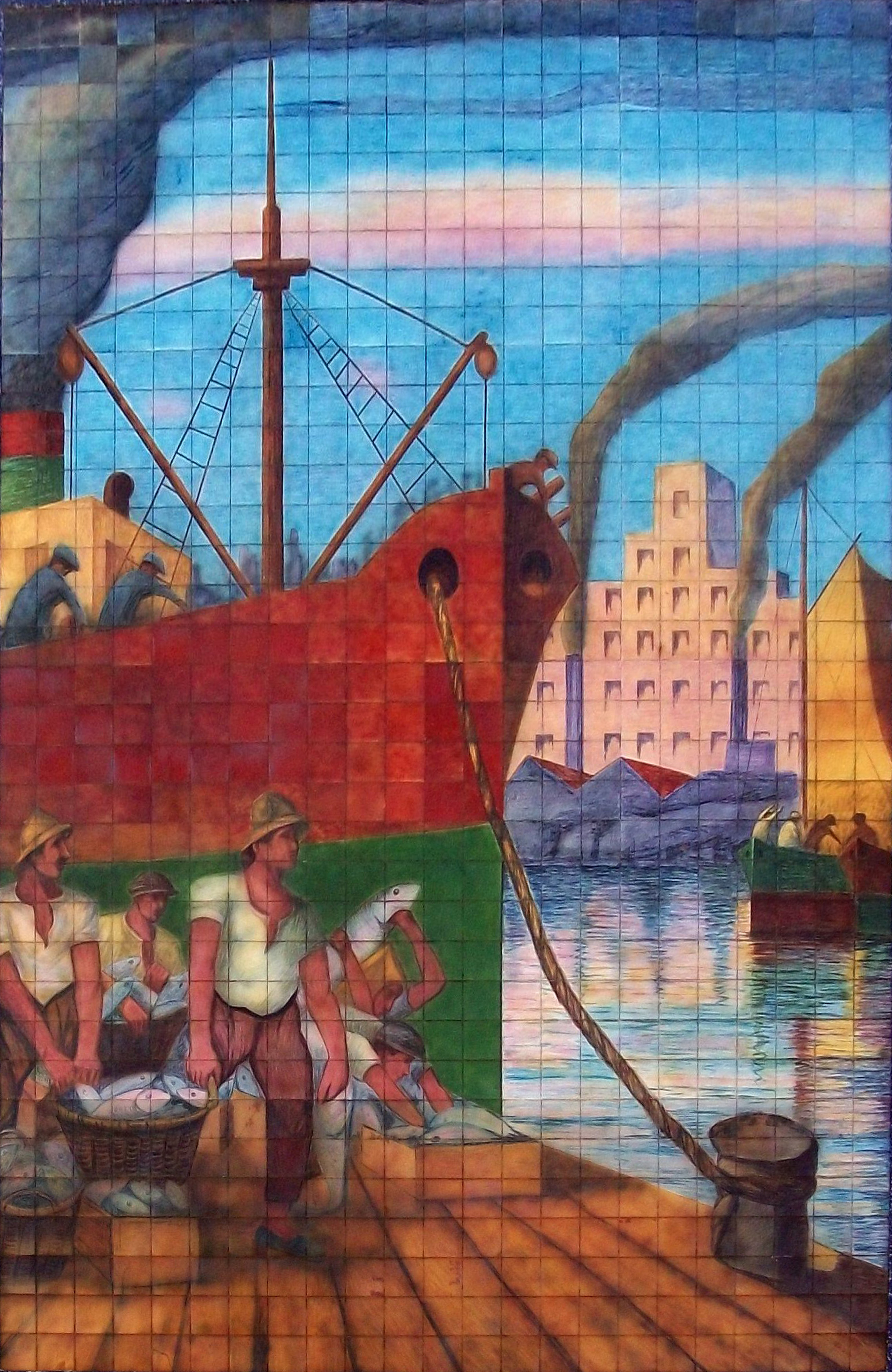
ボカ地区にあるキンケラ・マルティン作品の壁画の一部

キンケラ・マルティン（Benito Quinquela Martín、1890年3月1日 - 1977年1月28日）は、アルゼンチンの画家。

## 生涯
キンケラ・マルティンは、1890年3月20日にブエノスアイレスで修道女に捨て子として発見された。正確な生まれた日時は分からず、戸籍上は3月1日としている。6歳のとき、チンチェジャ（Chinchella）夫妻の元に養子として引き取られた。キンケラ（Quinquela）は、彼の養父の洗礼名から来る。14歳の頃、ブエノスアイレスのボカ地区（La Boca）の夜間美術学校に通う。
1910年より、展覧会で絵の才能を発揮する。ボカ地区の風景画が多かった。1920年のアルゼンチンの国立サロン（Salón Nacional）で第2位を受賞する。アルゼンチン大統領のマルセーロ・アルベアールが、キンケラ・マルティンの絵画を非常に気に入り、頻繁に招待されるほどとなる。その縁で、キンケラ・マルティンは1922年にスペインのマドリッドにあるアルゼンチン領事館の書記官に任命された。マドリッドでも彼の絵画の展覧会が開かれる。その後、1925年にはフランスのパリに行く。1927年にはアメリカ合衆国のニューヨークへ行く。1929年にはイタリアのローマに行く。1930年にイギリスのロンドンに行き、アルゼンチンに戻る。それからは主にアルゼンチンに根差して、画家としての活動に終始する。
アルゼンチンでは篤志家として、学校や病院のために金を出した。1938年にはアトリエの建物を購入し、一階が幼稚園となるようにした。この建物が今のキンケラ・マルティン・ボカ美術館となる。また、ボカ地区での色彩感覚のある家並みの実現に寄与した。
1977年1月28日に死去。87歳であった。日本の美術館にはあまり所蔵されていないが、兵庫県公館には彼の作品《港風景（1）》が所蔵されている。

## キンケラ・マルティン・ボカ美術館
アルゼンチンのボカ地区のキンケラ・マルティン・ボカ美術館がある。
正式名称
- Museo de Bellas Artes de La Boca de Artistas Argentinos “Benito Quinquela Martín”

住所
- Av. Don Pedro de Mendoza 1835